# Облога Буди (1686)
Обло́га Бу́ди — військова операція військ Священної ліги в 1686 році з метою встановлення контролю над угорським містом Буда, захопленим Османською імперією. Друга спроба опанувати місто в ході Великої турецької війни. Завершилася перемогою християн.

## Опис

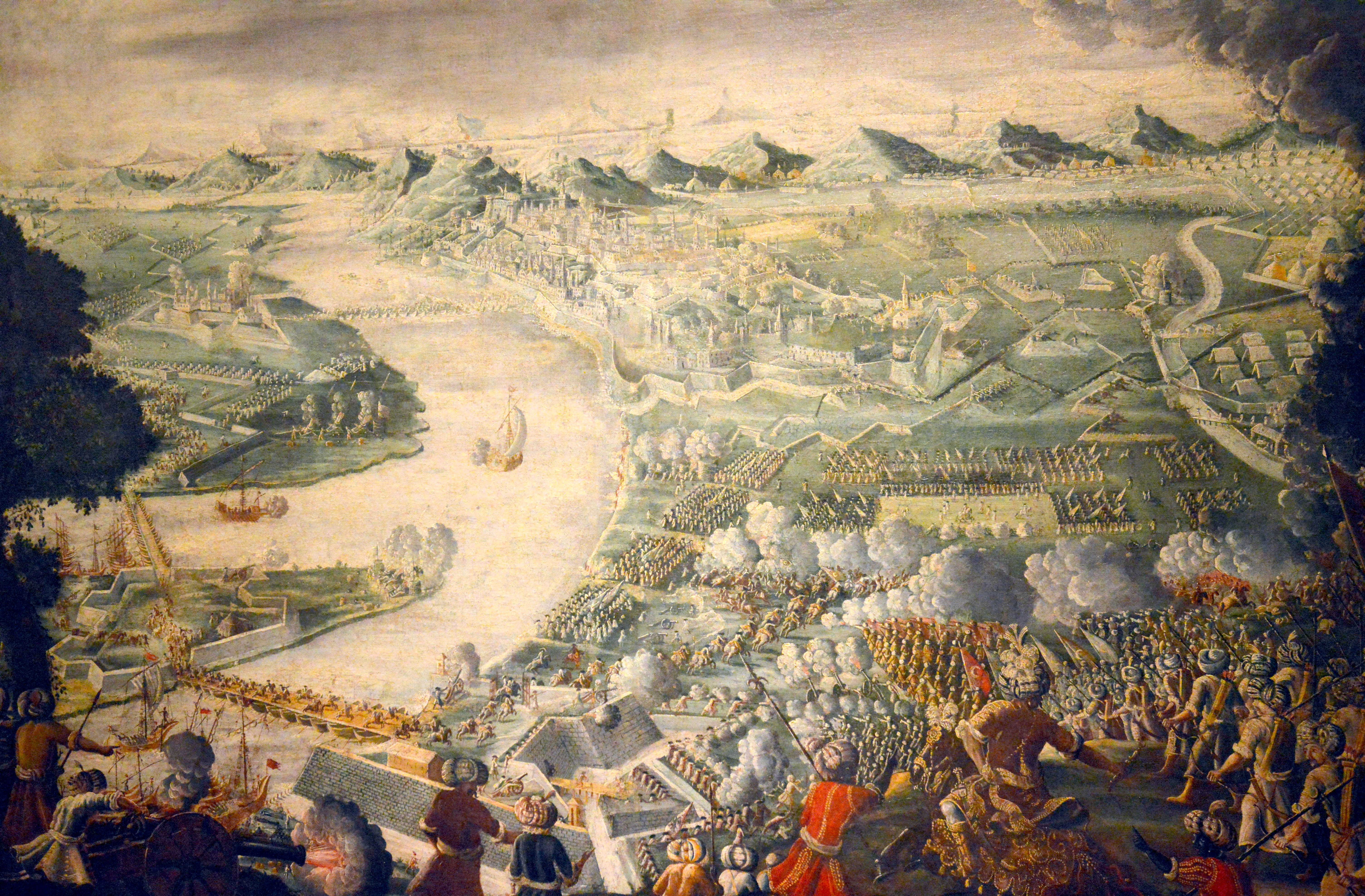
Священна ліга звільняє Буду після довгої облоги у 1686 році

1686 року, через два роки після невдалої першої облоги Буди, військо Священної Ліги кількістю 75-80 тисяч вояків вдруге обложило місто. Армія була зібрана з усіх країв Європи — німців, угорців, хорватів, іспанців, чехів, поляків, українців, італійців, французів та інших найманців. Очолював військо герцог Лотаринзький Карл V.
Священній лізі протистояв османський гарнізон Буди (7 000), у складі якого були 3 000 яничарів, 1 000 кінноти та 3 000 міського ополчення, третину з якого складали євреї. Гарнізоном командував міський бейлербей албанського походження Абдурахман Абді.
Облога почалася 18 червня. 27 липня війська Священної ліги пішли на великий приступ міських укріплень, але були відбиті османами і втратили 5 000 убитими. На підмогу обложеним вирушила армія великого візира, паші Сарі-Сулеймана, але успіху вона не досягла. Європейські тили прикривав Євген Савойський зі своїми драгунами і паша відмовився від прориву до міста. З іншого боку Абдурахман Абді не мав належних сил аби подолати кільце облоги і з'єднатися з основними силами.
2 вересня армія Священної ліги пішла на генеральний штурм Буди. За декілька годин європейці здобули місто, убивши в бою самого Абдурахмана Абді та 3 000 османів. 143-річне турецьке панування в Буді закінчилося. За звичаєм переможці вирізали частину ісламського і єврейського населення Буди. Решта потрапила до полону й була випущена на волю за викуп.